# Пірникоза
Пірни́коза, або норець (Podiceps) — рід водоплавних птахів родини пірникозових. Назва птаха утворена контамінацією слів пірнати і коза: велика пірникоза має на голові два чуби, що нагадують роги.

## Загальна характеристика
Маса від 250 г до 1,5 кг. У шлюбному вбранні на голові, а у деяких і на шиї розвиваються різноманітні прикрашаючі «вушка», комірці з пір'я, що забарвлені в червоні, коричневі, золотисті або білі кольори. Пірникози подібні за зовнішнім виглядом до гагар, але, на відміну від останніх, у пірникоз немає плавальних перетинок, кожен палець у них має шкірясту лопать.
Пірникози добре плавають і пірнають. Літають досить погано, а Podiceps taczanowskii майже розучилась літати.
Свої гнізда влаштовують у заростях надводної рослинності. Гніздо пірникоз може плавати на воді, хоча частіше спирається на підводні рослини або дно на мілководді. Кладка зазвичай складається з 6—8 яєць, забарвлених в один тон. Пташенята виводкові, перший час вони багато часу проводять на спинах своїх батьків. Основна їжа пірникоз — риба, жаби та водні комахи.
Найбільше поширені пірникози сірощока, чорношия та червоношия. Пірникоза велика гніздиться повсюдно в Старому Світі, Австралії та Новій Зеландії. Тільки в Південній і Центральній Америці мешкають ще 5 видів.

## Види
Рід пірникоза нараховує 9 видів, у тому числі 1 вимерлий у історичний час. Перші 4 види зустрічаються на території України:
- Пірникоза сірощока (Podiceps grisegena)
- Пірникоза велика (Podiceps cristatus)
- Пірникоза червоношия (Podiceps auritus)
- Пірникоза чорношия (Podiceps nigricollis)
- Пірникоза колумбійська (Podiceps andinus) — вимерлий (1977)
- Пірникоза-голіаф (Podiceps major)
- Пірникоза срібляста (Podiceps occipitalis)
- Пірникоза юнінська (Podiceps taczanowskii)
- Пірникоза аргентинська (Podiceps gallardoi)

Нерідко до роду Podiceps відносять також пірникозу малу, інколи виокремлюючи в інший рід Tachybaptus .
Викопні види роду Podiceps:
- Podiceps oligocaenus (пізній олігоцен/ранній міоцен)
- Podiceps cf. auritus (ранній пліоцен, США)
- Podiceps subparvus (середній пліоцен, США)
- Podiceps discors (пізній пліоцен, США)
- Podiceps? sp. (пізній пліоцен, США) (Murray, 1967)
- Podiceps sp. (ранній плейстоцен, Туреччина) (Louchart et al., 1998)
- Podiceps dixi (пізній плейстоцен)
- Podiceps parvus (пізній плейстоцен, Північна Америка)